# Mizrachim
Mizrachim, auch Mizrachen oder in eingedeutschter Schreibung Misrachim bzw. Misrachen (hebräisch מִזְרָחִים, Plural von Mizrachi, deutsch Orientale), in Israel auch als Adot ha-Mizrach („Gemeinden des Ostens, des Orients“) bezeichnet, ist der gebräuchliche hebräische Name für aus Asien und Afrika und besonders aus dem Nahen Osten stammende jüdische Bevölkerungsgruppen oder Personen, der sich inzwischen auch in anderssprachigen Literaturen durchsetzt. Gelegentlich werden sie auch als orientalische Juden bezeichnet
Zu den Mizrachim zählen insbesondere die Juden der arabischen Welt und anderer islamisch geprägter Regionen wie die persischen, bucharischen, kurdischen und indischen Juden, die Bergjuden aus dem Kaukasus und die Juden aus Georgien. Zuweilen werden die Mizrachim als Sepharden bezeichnet, da sich seit der Vertreibung und Auswanderung der sephardischen Juden von der Iberischen Halbinsel vor allem in Gebiete des Osmanischen Reiches im 15. Jahrhundert deren Siedlungsräume mit den orientalisch-jüdischen überschnitten und zudem die sephardische Gelehrsamkeit bereits im Mittelalter an orientalischen, insbesondere babylonischen Vorbildern orientiert war, sodass auch in Israel Mizrachi- und sephardische Gemeinden einem gemeinsamen, nämlich dem sephardischen Oberrabbinat untergeordnet worden sind.

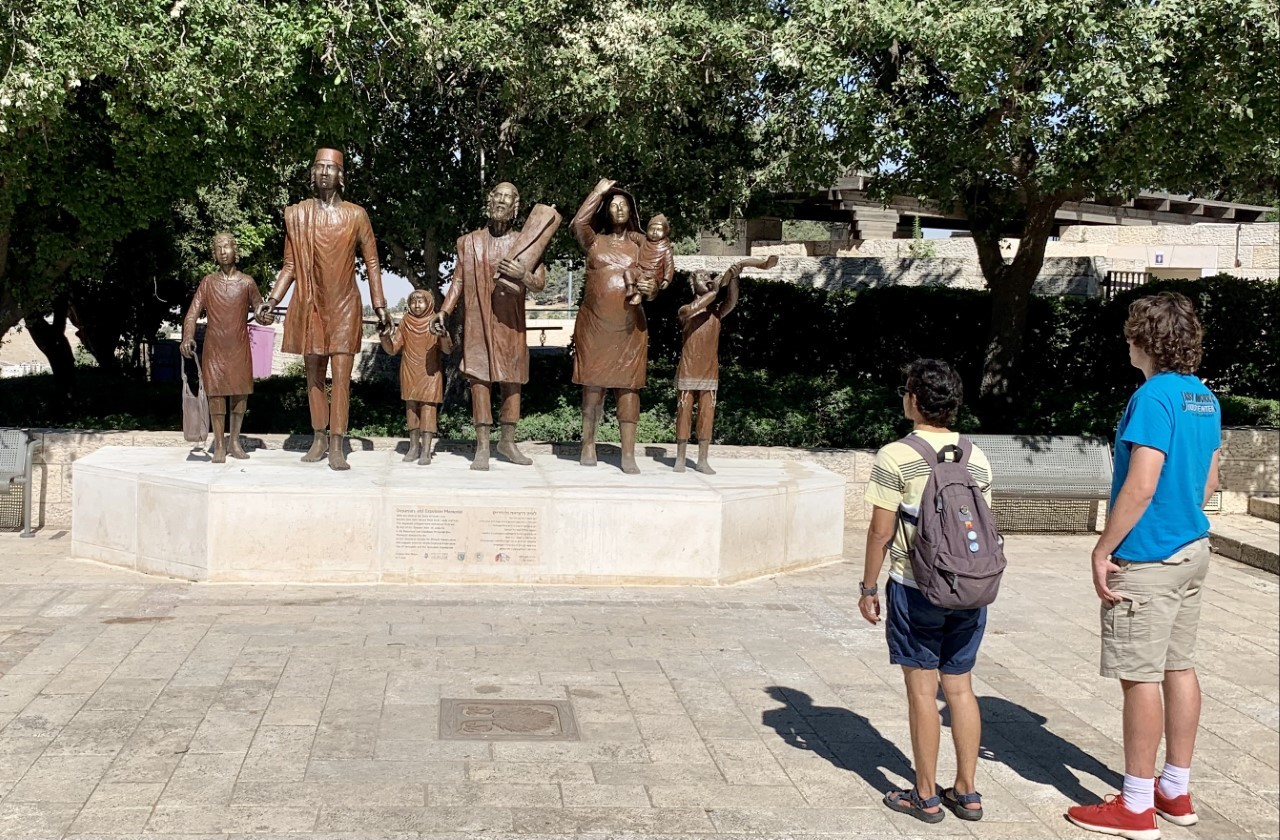
Das Denkmal zur Vertreibung und Flucht der Juden aus arabischen Ländern und dem Iran, auf der Scherower-Promenade in Jerusalem (2021)

## Bezeichnung und Herkunft
Die Bezeichnung „Mizrachim“ entspringt dem israelischen Sprachgebrauch. Vor der Errichtung des Staates Israel wurde sie in diesem Sinne, also für die orientalischen Juden, nicht verwendet, sondern war eine Selbstbezeichnung der Misrachi-Aktivisten, einer 1902 in Wilna von Isaac Jacob Reines gegründeten religiös-zionistischen Bewegung, die in keinerlei Verbindung zu den Mizrachim stand. Die jüdischen Bewohner Palästinas in präzionistischer Zeit waren überwiegend Mizrachim und Sepharden.
Viele Mizrachim identifizieren sich mit ihrem Geburtsland bzw. dem ihrer Vorfahren und nennen sich entsprechend – so die irakischen, marokkanischen, persischen Juden. In Israel nennen sie sich oft schlicht Irakis, Marokkaner, Perser etc. Hingegen ist die Bezeichnung als arabische Juden weniger gebräuchlich, und „jüdische Araber“ kommt fast gar nicht vor.

## Sprache
Viele arabische Mizrachi-Gemeinden sprachen judäo-arabische Mundarten, wie das heute noch als Zweitsprache vorkommende Moghrabi der marokkanischen Juden. Andere Mundarten der Mizrachim sind Judäo-Persisch, Judäo-Georgisch, Judäo-Tadschikisch (Bucharisch), Judäo-Berberisch, Juhuri und Judäo-Aramäisch.
Die meisten der zahlreichen bedeutenden philosophischen, religiösen und literarischen Werke der Mizrachim im Mittelalter wurden auf Arabisch (mit einem an die arabische Phonetik angepassten hebräischen Alphabet) verfasst.
Je nach dem Grad ihrer Assimilation und Integration in die seit dem 19. Jahrhundert neu entstehenden Stadtviertel (außerhalb der traditionellen Judenviertel) und sozialen Schichten und damit in die nicht jüdischen Milieus der Umgebung sprachen sie auch die arabischen Mundarten der Bevölkerungsmehrheit bzw. Hocharabisch, Türkisch, Persisch etc. und mitunter, aufgrund der europäischen Präsenz in der Kolonialzeit, der Rolle des Französischen als internationale Bildungssprache und der Schulgründungen der Alliance Israélite Universelle auch Französisch und Englisch.
Auch das Hebräische spielte eine gewisse Rolle im Schrifttum und der Synagoge.

## Geschichte nach 1948
Die meisten Mizrachim verließen ihre überwiegend muslimisch geprägten Geburtsländer nach der Ausrufung des Staates Israel. Zionistische Abgesandte hatten zudem im Vorfeld durch gezielte Werbung, hebräische Sprachkurse und Ähnliches die bei den Mizrachim nur schwach ausgeprägte Bereitschaft verstärkt, die Heimat zu verlassen und sich dem zionistischen Projekt anzuschließen. Auswanderung z. B. aus dem Irak erfolgte eher nach Großbritannien, Indien, Persien, Südafrika etc. Doch antijüdische Maßnahmen arabischer Regierungen in den 1950er und 1960er Jahren, z. B. die Vertreibung von 25.000 Juden aus Ägypten in der Suez-Krise 1956, machten zahlreiche Mizrachim zu Flüchtlingen, von denen die meisten unkompliziert Zuflucht in Israel fanden. Im Irak hatten illegale zionistische Gruppen sich 1949 so weit organisiert, dass es gelang, monatlich rund 1000 Juden ins Ausland zu schmuggeln. In der Hoffnung, den Abfluss von Vermögenswerten aus dem Land zu stoppen, erließ die irakische Regierung im März 1950 ein Gesetz, das die Registrierung zur Emigration vorübergehend genehmigte. Nach anfänglichem Zögern beschloss die israelische Regierung, eine Luftbrücke einzurichten, über die in wenigen Monaten rund 100.000 Personen über den Iran und Britisch-Zypern nach Israel ausgeflogen wurden. Die Bereitschaft zur Auswanderung wuchs aufgrund von Unruhen und mehreren Bombenanschlägen (u. a. auf die Masuda-Schemtob-Synagoge). Die Vermögen der Emigranten wurden eingefroren.
Algerische Juden besaßen seit dem Décret Crémieux von 1870 die französische Staatsbürgerschaft, weshalb die meisten von ihnen infolge des Algerienkrieges ins französische Mutterland zogen. Nach den Pogromen von Oujda und Jerada begannen marokkanische Juden 1948 ihr Land zu verlassen; die Mehrheit zog jedoch erst in den 1960er Jahren nach Frankreich, Kanada und Israel. Auch Tausende Juden aus Syrien und Ägypten leben heute in den Vereinigten Staaten.
Im Jahr 2012 lebten noch mehr als 40.000 Mizrachim in Gemeinden der nicht-arabischen muslimischen Welt, hauptsächlich im Iran, aber auch in Usbekistan, Aserbaidschan und der Türkei. Von den in der arabischen Welt Verbliebenen leben mehr als 5.000 in Marokko und weniger als 2.000 in Tunesien, in anderen Ländern jeweils weniger als 100. Gegenwärtig ist eine Auswanderung hauptsächlich nach Israel und in die USA zu verzeichnen. Die Angaben über die Situation der iranischen Juden sind widersprüchlich, da die islamisch ausgerichtete Regierung des Iran Christen und Juden als Angehörige einer „Buchreligion“ toleriert, diese aber auch als ideologische Gegner einschätzt. Während einheimische Juden von einem weitgehend friedlichen Miteinander der Religionen berichten, weisen israelische Quellen auf gelegentliche antisemitische Übergriffe hin.

### In den arabischen Ländern 1948–2008
Im Jahr 1948 existierten jüdische Gemeinden noch in der gesamten arabischen Welt. Die gesamte jüdische Bevölkerung umfasste etwa 758.000 bis 881.000 Personen (siehe Tabelle). Heute sind es weniger als 8.600. In einigen arabischen Staaten, wie etwa Libyen, gibt es praktisch keine Juden mehr; in anderen Ländern verbleiben noch einige Hundert.
| Land oder Gebiet                            | jüdische Bevölkerung 1948    | jüdische Bevölkerung 1972   | jüdische Bevölkerung 2001   | jüdische Bevölkerung 2008                    |
| ------------------------------------------- | ---------------------------- | --------------------------- | --------------------------- | -------------------------------------------- |
| Aden                                        | 8.000                        |                             | ~0                          | ~0                                           |
| Ägypten                                     | zwischen 75.000 und 80,000   | 500                         | ~100                        | 100 im Jahr 2006                             |
| Algerien                                    | 140.000                      | 1.000                       | ~0                          | ~0                                           |
| Bahrain                                     | zwischen 550 und 600         |                             | 36                          | etwa 50                                      |
| Irak                                        | zwischen 135.000 und 140.000 | 500                         | ~200                        | weniger als 100 7 bis 12 in Baghdad          |
| Jemen                                       | zwischen 45.000 und 55.000   | 500                         | zwischen 400 und 600        | zwischen 330 und 350                         |
| Libanon                                     | zwischen 5.000 und 20.000    | 2.000                       | < 150                       | zwischen 20 und 40, ausschließlich in Beirut |
| Libyen                                      | zwischen 35.000 und 38.000   | 50                          | 0                           | 0                                            |
| Marokko                                     | zwischen 250.000 und 265.000 | 31.000                      | 5.230                       | 3.000 im Jahr 2006                           |
| Mandatsgebiet Palästina (jordanischer Teil) | 10.000                       | 0 (West Bank neu besiedelt) | 0 (West Bank neu besiedelt) | 0 (West Bank neu besiedelt)                  |
| Sudan                                       | 350                          |                             | ~0                          | ~0                                           |
| Syrien                                      | zwischen 15.000 und 30.000   | 4.000                       | ~100                        | 100 im Jahr 2006                             |
| Tunesien                                    | zwischen 50.000 und 105.000  | 8.000                       | ~1.000                      | geschätzte 1.100 im Jahr 2006                |
| Insgesamt                                   | zwischen 758.350 und 881.350 |                             | weniger als 7.300           | weniger als 6.400                            |

### Mizrachim in Israel
Seit Ankunft von Mizrachim in Israel schien die Kluft zwischen ihnen und den aschkenasischen Juden hinsichtlich des religiösen und weltlichen Brauchtums, der Sprache und der historischen Erfahrung nahezu unüberbrückbar. Viele orientalische Juden hatten Verfolgung erstmals im 20. Jahrhundert in ihren Heimatländern als Folge der sich zuspitzenden Spannungen in Palästina vor und nach der israelischen Staatsgründung erlebt und waren emotional und kulturell immer noch tief in den Milieus ihrer Geburtsländer verwurzelt. Zudem kannten die meisten Hebräisch nur als Gebetssprache. Die aus Nordafrika kommenden Juden sprachen arabische Dialekte, die Muttersprache der iranischstämmigen war Persisch, die Bagdad-Juden aus China sprachen Englisch, die Grusinim Georgisch, weitere Sprachen waren Tadschikisch, Juhuri sowie zahlreiche weitere je nach Herkunftsland. Teilweise sprechen israelische Mizrachim noch heute in informellen Kontexten bevorzugt diese Sprachen.
Viele Mizrachim wurden in Israel anfangs in armselige, eilig errichtete Zeltstädte einquartiert und später zum Städtebau abkommandiert. Die Ansiedlung in Moschawim (Landwirtschaftskooperativen) scheiterte zumeist, da viele Mizrachim Handwerker und Kaufleute ohne landwirtschaftliche Erfahrung waren. Auch Angehörige der städtischen Eliten (Rechtsanwälte, Verwaltungsbeamte etc.) fanden in Israel kaum Arbeit in ihren angestammten Berufen. Kulturelles Wissen aus ihren Herkunftsländern wurde von den europäisch geprägten Institutionen in Israel kaum geschätzt.
Soziologen haben zahlreiche Faktoren ausgemacht, die die Integration der Orientalen beeinträchtigten und zu einem jahrzehntelangen Prozess machten, darunter insbesondere ihre Ausbildung in ihren Herkunftsländern, aber auch Rassismus und kulturelle Ablehnung seitens des aschkenasischen Establishments und der zuvor überwiegend europäischstämmigen Bevölkerung Israels. Dagegen bildete sich 1971 die Bewegung der Black Panthers, deren Gründer der zweiten Generation mizrachischer Israelis angehörten. Generell tendierten die Mizrachim in dieser Zeit dazu, sich aus Enttäuschung von der von osteuropäischen Juden geprägten, seit der Staatsgründung regierenden Arbeitspartei ab- und dem national-konservativen Likud zuzuwenden; unter anderem dies bewirkte den Wahlsieg Menachem Begins im Jahr 1977. Im selben Jahr wurden jedoch auch Vertreter der Black Panthers auf der kommunistischen Liste Demokratische Front für Frieden und Gleichheit in die Knesset gewählt.
Inzwischen haben die verbreiteten Mischehen von Aschkenasim und Mizrachim in Israel sowie der allgemeine Gebrauch des Hebräischen so nachhaltig unter der jüngeren, der dritten Generation gewirkt, dass neue Einwanderungsgruppen aus anderen Ländern, etwa die äthiopischen und aus dem postsowjetischen Raum stammenden Juden, die Mizrachim heute oft für einen Teil des israelischen Establishments halten. Dennoch lag das Durchschnittseinkommen der Aschkenasim im Jahr 2004 noch um 36 Prozent höher als das der Mizrachim.
In religiöser Hinsicht werden die Mizrachim in Israel zu den Sepharden gerechnet. Insbesondere die Schas-Partei versteht sich als Wahrerin sephardischer Ansprüche in der Politik. Neben den Aschkenasim stellen die Sepharden in Israel einen eigenen Oberrabbiner, der für die nicht-aschkenasischen Bevölkerungsgruppen zuständig ist.